# Delta (film 2022)
Delta è un film del 2022 diretto da Michele Vannucci.

## Trama
I bracconieri della famiglia Florian, originaria della Romania, praticano una pesca illegale e dannosa per l'ambiente dalle loro parti nel fiume Danubio, ma la polizia locale li scopre e quindi emigrano in Italia per continuare la loro attività illecita nel delta del Po. Qui i bracconieri trovano subito alleati: si uniscono ad Elia, un altro bracconiere nato e cresciuto in Italia che decide di praticare con loro la pesca illegale, inoltre un barista locale ha assunto tutti loro per la loro attività pagandoli e mantenendo omertà. Nel frattempo, in un circolo di pescatori del Po, si discute al riguardo del ritrovamento di una moltitudine di pesci locali avvelenati con sostanze chimiche recentemente. Osso e sua sorella Nina, due guardiacaccia del luogo, indagano sulla faccenda ma erroneamente accusano gli scarichi delle fabbriche poiché in passato avevano già affrontato situazioni simili, mentre un pescatore di quel circolo già sospetta delle attività dei bracconieri ma inizialmente non viene creduto. Osso e Nina indagano assieme ai pescatori e alla fine scoprono i bracconieri cogliendoli in flagrante, quindi decidono di organizzare delle azioni per incriminarli definitivamente e fermarli. A complicare le cose però c'è anche Anna, amica di Osso e Nina che lavora per il barista che paga i Florian, che vede Elia passare al bar e si innamora di lui. Anna segue Elia nella casa dei Florian e, dopo essere andata a letto con Elia, si unisce a loro e si infiltra come spia nel circolo dei pescatori. Il barista decide di interrompere la collaborazione con i Florian ed Elia e si rifiuta di pagare loro anche i soldi che gli devono, quindi Elia lo va a minacciare nel suo locale e l'incontro finisce in una sparatoria dove il barista viene ucciso e lui ferito. Anna, che era presente nel locale, aiuta Elia ad andare via e a salvarsi, e le telecamere riprendono tutto. La polizia quindi trova i colpevoli ed irrompe assieme a Osso Nina e vari pescatori nella casa dei Florian, catturandoli tutti ad eccezione di Elia, che scappa con Anna infiltrandosi nel furgone di una pescheria in partenza. Poco dopo Osso, Nina e alcuni carabinieri decidono di bloccare la strada per evitare la fuga dei due: il furgone viene trovato e Nina si avvicina con un carabiniere per perquisirlo ma appena aprono il retro Elia spara ad entrambi uccidendoli sul colpo. Osso sente lo sparo e corre verso il furgone trovando Nina morta dissanguata, nel mentre Elia è già scappato di nuovo con Anna. Mentre Osso, traumatizzato, dice addio a sua sorella con un funerale fatto sul fiume, Elia manda via Anna violentemente e lei decide di consegnarsi alla giustizia e farsi arrestare. Le forze speciali vengono mobilitate per cercare Elia e catturarlo, ma anche Osso preso dall'ira gli dà la caccia e lo trova prima di loro catturandolo mentre stava annegando nel fiume per fuggire. Osso porta Elia in una fabbrica abbandonata dove lo imprigiona e tortura per vendicarsi, nel mentre impazzisce completamente per il lutto appena subito Elia riesce a liberarsi. In un confronto finale tra i due di nuovo sulle acque del Po, Osso riesce infine a sparargli ed ucciderlo, vendicandosi della morte di sua sorella e ponendo fine al bracconaggio locale.

## Produzione
Le riprese del film si sono svolte a partire dall'11 gennaio 2021 per un totale di sei settimane, presso il parco interregionale Delta del Po e in varie località tra Riva del Po, Mesola, Goro, Comacchio, Ferrara, Ariano nel Polesine e Porto Tolle.

## Distribuzione
Il film è stato presentato il 7 agosto 2022 in concorso al Locarno Film Festival. Esce nelle sale italiane il 23 marzo 2023.